# José Bernardo Galvão Alcoforado Júnior
José Bernardo Galvão Alcoforado Júnior (Recife, 02 de setembro de 1840 — Recife, 09 de fevereiro de 1913) foi um político brasileiro. Foi presidente da província do Rio Grande do Norte, nomeado por carta imperial de 10 de abril de 1875, exercendo a função entre  10 de maio de 1875 e 20 de junho de 1876.
Era filho do Conselheiro do Império José Bernardo Galvão Alcoforado. Bacharelou-se em Ciências Jurídicas e Sociais pela Faculdade de Direito do Recife (1862). Além de governar a Província do Rio Grande do Norte, foi eleito Deputado Provincial em Pernambuco nos biênios 1872-1873 e 1876-1877, assim como Deputado-Geral, também por sua Província, às três últimas legislaturas do período monárquico.
Após a Proclamação da República, retirou-se da vida pública.